# Cynorkis uniflora
Cynorkis uniflora es una especie de orquídea de hábito creciente litófita y raramente epífita de la subfamilia Orchidoideae. Se encuentra en Madagascar.

## Descripción
Es una orquídea de tamaño pequeño que prefiere el clima cálido al fresco. Tiene hábitos  litófitas y raramente epífitas,  con tubérculos alargados que llevan una hoja solitaria. Florece a finales de primavera y en el verano en una inflorescencia de 10 a 20 cm de largo con 1 a 2 flores envueltas basalmente por 2 vainas.

## Distribución
Se encuentra en Madagascar entre las rocas desnudas en lugares abiertos o en troncos de los árboles cubiertos de musgo  en altitudes de 1200 a 1400 metros. 

## Taxonomía
Fue descrita por el paleontólogo, naturalista y botánico británico John Lindley y publicado en The Genera and Species of Orchidaceous Plants 331, en el año 1835.
Sinonimia
- Cynosorchis grandiflora Ridl.
- Gymnadenia uniflora Steud., Nomencl. Bot., ed. 2, 1: 712 (1840), nom. inval.
- Cynorkis grandiflora Ridl., J. Linn. Soc., Bot. 20: 332 (1883).
- Cynorkis grandiflora var. albata Ridl., J. Linn. Soc., Bot. 20: 332 (1883).
- Cynorkis grandiflora var. purpurea Ridl., J. Linn. Soc., Bot. 20: 332 (1883)[1][2]